# Hilscheid
Hilscheid là một đô thị ở huyện Bernkastel-Wittlich, trong bang Rheinland-Pfalz, Đô thị Hilscheid có diện tích 18,07 km², dân số thời điểm ngày 31 tháng 12 năm 2006 là 268 người.